# Elaine Mokhtefi
Elaine Mokhtefi est une militante et autrice algérienne née à New York en 1928.

## Origines et jeunesse
Elaine Klein naît en 1928 à New York (Hempstead) dans une famille d'origine juive. Elle prendra le nom Elaine Mokhtefi après son mariage avec l'écrivain et ancien membre de l'armée de libération nationale (ALN) Mokhtar Mokhtefi. Elle subit durant son enfance le rejet antisémite. En 1951, à 23 ans elle arrive à Paris, de New York, par bateau, après une traversée de 14 jours.

## Engagement militant
Elaine Mokhtefi est une militante antiraciste et anticoloniale de la première heure. En 1952, elle assiste au cortège du Premier mai à Paris, à l'occasion duquel elle rencontre les militants syndicaux ouvriers algériens. Elle participe à la conférence panafricaine des peuples d'Accra, au Ghana, en 1958. Elle y rencontre Frantz Fanon et Mohamed Sahnoun. Elaine Mokhtefi s'engage alors à leur côté au sein du FLN. Elle rejoint Mohamed Sahnoun à New York et s'y établit. En 1960, à son retour à New York, elle travaille alors pour le bureau local du GPRA et du FLN. En 1961, lorsque Fanon est affaibli, pris en charge à l'hôpital à Washington, et y décède, elle le visite régulièrement et soutient sa famille, notamment en prenant en charge son fils de 6 ans, Olivier. À l'indépendance algérienne, en 1962, elle s'installe à Alger et y demeure 12 ans. Elle y travaillera dans plusieurs corps de l’État algérien, alors en pleine construction. On la nommera “bouée de sauvetage” car ses compétences linguistiques auront régulièrement aidé des rencontres entre chefs politiques de tous horizons. 
En 1969, elle est chargée de l'organisation du premier Festival panafricain d'Alger. Elle s'occupe de l'accueil de membres de mouvements de libération nationale africains (Mozambique, Angola, Afrique du Sud) et de la section internationale des Blacks Panthers. Elle organisera notamment l'exil clandestin d'Edridge Cleaver en Algérie après qu'il a fui les États-Unis, par Cuba. Elle rencontre de nombreuses figures révolutionnaires, anticoloniales et antiracistes, telle qu'Eldrige Cleaver, Fidel Castro, Houari Boumédiène, Ahmed Ben Bella, Ho Chi Minh ou Frantz_Fanon. En 1974, elle est contrainte de quitter l'Algérie.

## Carrière et œuvre
Elaine Mokhtefi publie en 2019 le livre Alger, capitale de la révolution. De Fanon aux Black Panthers en France aux éditions la fabrique, l'ayant traduit elle-même de l'anglais compte tenu de son succès aux États-Unis. Constitué de ses mémoires, il avait pour titre original Algiers, Third World Capital - Freedom Fighters, Revolutionaries, Black Panthers (Alger, capitale du tiers-monde - combattants de la liberté, révolutionnaires, Black Panthers).
Elle a été journaliste à l'Algérie Presse Service (APS), couvrant notamment les événements tiers-mondiste.